# Glauberyt (minerał)
Glauberyt – minerał z gromady siarczanów. Jest minerałem rzadkim, rozpowszechnionym tylko w niektórych rejonach Ziemi. 
Nazwa pochodzi od nazwiska niemieckiego chemika J. R. Glaubera, który pierwszy zastosował go w medycynie jako środek przeczyszczający.

## Charakterystyka

### Właściwości
Tworzy kryształy o pokroju tabliczkowym, płytkowym lub słupkowym. Występuje w skupieniach zbitych, ziarnistych, ziemistych, nerkowatych. Prawidłowe kryształy spotykane są najczęściej w druzach mineralnych. Jest kruchy, przezroczysty, jest słonogorzki w smaku. Trudno rozpuszcza się w wodzie, na powietrzu przekształca się w gips.

### Występowanie
Składnik niektórych złóż solnych. Jest ewaporatem morskim, niekiedy jeziernym. Występuje wraz z nitronatrytem, sylwinem, halitem, gipsem.
Miejsca występowania:
- Na świecie: Chile – pustynia Atakama (wraz z nitronatrytem), USA – Kalifornia (słone jeziora), Arizona, Nowy Meksyk, Kazachstan, Uzbekistan, Hiszpania, Francja, Włochy, Rosja.

- W Polsce: stwierdzono występowanie w złożach soli na Kujawach.

### Zastosowanie
- stosowany w przemyśle: chemicznym (do wyrobu sody i soli glauberskiej), szklarskim, papierniczym i tekstylnym, farbiarskim w medycynie,
- stanowi poszukiwany i ceniony kamień kolekcjonerski.